# Skaštice
Skaštice (deutsch Skaschtitz, früher Skaschitz) ist eine Gemeinde in Tschechien. Sie liegt vier Kilometer nördlich von Kroměříž und gehört zum Okres Kroměříž.

## Geographie
Skaštice befindet sich linksseitig der Moštěnka in der Obermährischen Senke (Hornomoravský úval). Durch das Dorf führt der Graben Stonač. Südlich des Ortes verläuft die Autobahn D 1, dort liegt auch die Abfahrt 260 Kroměříž-východ.
Nachbarorte sind U Mlýna, Kyselovice, Žalkovice und Břest im Norden, Němčice und Rymice im Nordosten, Pravčice im Osten, Hulín im Südosten, Bílany und Kroměříž im Süden, Horní Zahrady, Miňůvky, Postoupky und Hradisko im Südwesten, Bezměrov und Plešovec im Westen sowie Hrad und Chropyně im Nordwesten.

## Geschichte
Die erste schriftliche Erwähnung von Cassiz erfolgte 1267 im Testament Bruno von Schauenburgs. Darin vermachte der Bischof das ihm gehörige Dorf der Kirche St. Mauritius und dem Kollegiatkapitel in Kremsier. Im Jahre 1290 wurde das Dorf als Kaschiz, 1327 als Skacich, 1405 als Skaštic, 1406 als Kasczics und 1489 als Skaštice bezeichnet. Das älteste Ortssiegel stammt von 1684 und trägt die Umschrift OBECZNY * PECZET * DIEDINI * KASSTICZ * 1684.  Gepfarrt war der Ort seit eh und jeh zur Kirche der Gesegneten Jungfrau Maria in Kremsier. Bis zur Mitte des 19. Jahrhunderts blieb das Dorf immer der bischöflichen Herrschaft Kremsier untertänig.
Nach der Aufhebung der Patrimonialherrschaften bildete Skaščice / Skaschitz ab 1850 eine Gemeinde in der Bezirkshauptmannschaft Kremsier. Der heutige Ortsname Skaštice findet seit 1872 Verwendung. 1895 wurde ein neues Schulhaus eingeweiht; es dient heute als Kindergarten, Turnhalle, Bücherei und Arztpraxis.  Mit Beginn des Jahres 1986 wurde Skaštice nach Kroměříž eingemeindet. Am 28. Februar 1990 löste sich Skaštice wieder von Kroměříž los und bildete eine eigene Gemeinde. Seit 2004 führt Skaštice ein Wappen und Banner. Ethnographisch gehört das Dorf zur Hanna.

## Gemeindegliederung
Für die Gemeinde Skaštice sind keine Ortsteile ausgewiesen.

## Sehenswürdigkeiten
- Filialkirche des hl. Florian, erbaut 1873 nach Plänen des Kremsierer Baumeisters Havlín anstelle einer Kapelle aus dem Jahre 1856. Sie wurde 1971 entsprechend den Anforderungen des Vaticanum II umgebaut und befindet sich im Besitz der Gemeinde.
- Statue der hl. Anna
- vier Marienstatuen
- Betsäule
- fünf Steinkreuze
- Haus Nr. 18, an der Fassade befinden sich Motive der hl. Kyrill und Method

## Söhne und Töchter der Gemeinde
- Jan Konečný (1827–1898), Priester, Erzieher und nationaler Erwecker
- František Pospíšil (1885–1958), Pädagoge, Ethnograf und Publizist